# Dietrich Mann
Dietrich Mann (* 11. Februar 1935 in Berlin; † 30. September 2000 in Hermannsburg) war ein deutscher evangelischer Theologe. 
Nach dem Studium der Rechte, dem Referendariat und der juristischen Promotion nahm Mann noch ein Theologiestudium auf, das er ebenfalls mit dem Doktor beendete. Nach einer kurzen Phase als Gemeinde-Pastor in Kiel ging er 1971 als Dozent für Neues Testament an das Missionsseminar Hermannsburg. 1979 übernahm er die Leitung des Missionsseminars und hatte diese bis 1993 inne.
Mann war verheiratet und hatte drei Kinder. Sein Sohn ist der Göttinger Strafverteidiger Johannes Mann.

## Werke (Auswahl)
- 1978: Bis an die Enden der Erde
- 1980: Mein Gott, mein Gott, warum hast du mich verlassen?
- 1984: Das Neue Testament verstehen
- 1989: Maria für den Glauben entdecken
- 1993: Paulus
- 1998: Mit dem Neuen Testament im Gespräch